# Karlo Provansalski
Karlo Provansalski (845. – 25. siječnja 863.), poznat i kao Karlo II., bio je karolinški kralj Provanse od 855. do svoje smrti.
Karlo je bio najmlađi sin cara Lotra I. i Ermengarde Turške. Lotar je Srednju Franačku razdijelio na način da je sinu Ludoviku dao Italiju, dok je Lotar II. dobio Lotaringiju. Karlo je bio dijete kad mu je otac umro te je Provansom upravljao Girart de Roussillon. Karlov stric Karlo Ćelavi pokušao je intervenirati u Provansu te je izvršio invaziju.